# Khanlar Mirza
Khanlar Mirza (in persiano خانلر میرزا احتشام الدوله‎; ... – Teheran, aprile 1862) è stato un nobile persiano, governatore di diverse province dell'Impero di Persia durante i regni di Muhammad Shah Qajar e Naser al-Din Shah Qajar.

## Biografia
Membro della dinastia Qajar, Khanlar Mirza era il diciassettesimo figlio di Abbas Mirza. Gli fu affidato il governatorato di Yazd nel 1835, molto probabilmente su suggerimento del gran vizir Haji Mirza Aqasi. In meno di due anni Khanlar Mirza fu inviato a Kerman e in Sistan, dove sedò una rivolta dei Beluci. Mentre suo zio Bahman Mirza Baha od-Dowleh governava Yazd, Aga Khan I, l'imam dei Nizariti, organizzò una rivolta. Senza alcun permesso, Khanlar Mirza lasciò Kerman e si recò a Yazd per sottrarla a Bahman Mirza. Il loro scontro tra nipote e zio fece infuriare Muhammad Shah Qajar, ma Haji Mirza Aqasi intervenne per difendere Khanlar Mirza.
Dal 1841 alla metà del 1848 Khanlar Mirza fu governatore di Hamadan. Dopo alcuni mesi di mandato come governatore della provincia di Mazandaran, fu inviato nel sud-ovest per riportare l'ordine a Borujerd e nella provincia di Bakhtiari. All'inizio del 1851 le sue responsabilità furono ampliate, in quanto gli fu affidata anche l'amministrazione delle province di Arabistan e Lorestan, dove riuscì a contrastare con successo il banditismo. Grazie ai suoi sforzi fu completata la diga sul fiume Hashem, un affluente artificiale del fiume Karkheh.
I notevoli risultati ottenuti da Khanlar Mirza furono oscurati dalla sua pessima prova come comandante di un consistente esercito presiano nella battaglia di Mohammerah, durante la guerra anglo-persiana del 1856-1857. Molti degli ufficiali di Khanlar Mirza ricevettero dure punizioni dal governo centrale, mentre lui dovette pagare un'ingente indennità. L'ultimo incarico ricoperto da Khanlar Mirza fu quello di governatore di Isfahan. Morì nell'aprile del 1862 nella capitale Teheran, dove si era recato per riferire a Naser al-Din Shah Qajar in merito alla situazione di Isfahan.